# Sailor Moon
Sailor Moon, ou A Navegante da Lua, conhecido no Japão pelo titulo em inglês Pretty Soldier Sailor Moon (美少女戦士セーラームーン, Bishōjo Senshi Sērā Mūn, lit. "Graciosa Guerreira Sailor Moon" ou "Linda Guerreira Sailor Moon", Sērā Mūn é a pronúncia japonesa da expressão
inglesa Sailor Moon, que significa Marinheira da Lua ou Navegante da Lua), posteriomente adotado como Pretty Guardian Sailor Moon, é uma série de mangá escrita e ilustrada por Naoko Takeuchi entre 1991 e 1997. Fred Patten credita a série pela popularização do termo garota mágica (Mahō shōjo), enquanto Paul Gravett  fala que a série revitalizou esse gênero. Sailor Moon redefiniu o termo, pois apresenta garotas normais, que se transformam e ganham poderes mágicos  para combater o mal.  Mais tarde, isso se tornou um dos padrões principais do gênero Mahō shōjo.
A história gira em torno de defensoras renascidas de um reino que está ameaçado novamente pelas forças do mal. As personagens principais — as Sailor Senshi —  são adolescentes que podem se transformar em heroínas representando a Lua e os planetas. O uso da palavra "Sailor" se dá por conta do popular uniforme escolar das garotas do Japão, o sērā fuku (roupa de marinheiro), inspiração de Takeuchi para os uniforme das Sailor Senshi. Os elementos de fantasia da série são fortemente simbólicos e, muitas vezes, baseados na mitologia e astrologia.
Antes de escrever Sailor Moon, Takeuchi tinha escrito Codename: Sailor V, que focava apenas em uma Sailor Senshi. Então, ela teve a ideia de criar uma série sobre garotas do espaço e seu editor sugeriu que elas vestissem sērā fuku. Quando Sailor V foi proposto para ser adaptado em um anime pela Toei Animation, o conceito da série foi mudado por Takeuchi e Sailor V se tornou apenas um membro de uma equipe composta por mais quatro guerreiras. O resultado da série de mangá foi uma mistura do gênero Mahō shōjo e de Super Sentai, o qual Takeuchi admirava, fazendo Sailor Moon ser a primeira série a combinar os dois.

## Sinopse
Sailor Moon conta a história de Usagi Tsukino, uma garota normal e inocente de 14 anos — pelo menos, é isso que ela pensa — que um dia encontra Luna, uma gata falante que revela a identidade de Usagi como "Sailor Moon", uma guerreira mágica destinada a salvar a Terra das forças do mal. Luna, então, dá a ela tarefas, como a de encontrar a Princesa da Lua e a de proteger a Terra de diversos antagonistas, começando com o Dark Kingdom (Reino Sombrio), que há um tempo destruiu o Reino da Lua, o Silver Millenium (Milênio de Prata). Antes da série começar, o inimigo atacou o Reino da Lua, o que obrigou a Rainha Serenity a mandar sua filha, a Princesa Serenity e suas guardiãs, além dos gatos Luna e Artemis, seus assessores e o Príncipe do Reino da Terra, Endymion para o futuro para renascerem. Junto com suas guardiãs — a inteligente Sailor Mercury, a vidente Sailor Mars, a delicada, porém forte Sailor Jupiter e a alegre Sailor Venus — a Princesa Serenity luta contra o mal e, com o tempo, encontra-se com o Tuxedo Mask (Tuxedo Kamen no original), o seu verdadeiro amor.
Ao decorrer da série, Usagi e suas amigas aprendem mais sobre seus poderes e das forças do mal que enfrentam. O passado dos personagens é um algo misterioso até mesmo para eles e grande parte da série inicial é dedicada a redescobrir suas verdadeiras identidades e origens. Luna, que orienta e aconselha as Sailor Senshi, não sabe tudo sobre suas histórias. Eventualmente, as Sailor Senshi descobrem que Usagi é a verdadeira Princesa da Lua e que sua a mãe a renasceu como um Sailor Senshi para protegê-la. Assim, Usagi descobre a verdade sobre seu passado, seu destinado amor verdadeiro e as possibilidades do futuro do Sistema Solar.
Mais tarde, os protagonistas se encontram com a Chibiusa, a filha dos futuros Neo Queen Serenity e King Endymion, além das Sailor Senshi do Sistema Solar Externo (Outers Senshi no original)— a poderosa Sailor Uranus, a elegante Sailor Neptune, a distante Sailor Pluto e a solitária Sailor Saturn. Depois do Dark Kingdom, as Senshi lutam contra outros vilões, incluindo o Black Moon Clan, os Death Busters, a Dead Moon Circus, a Shadow Galactica e Chaos.

## Produção
Antes do mangá de Sailor Moon, Takeuchi publicou Codename: Sailor V, que era focado na Sailor Venus. Ela teve a ideia após querer criar uma série fofa sobre garotas de outro espaço e seu editor Fumio "Osabu" Osano lhe pediu para colocá-las em trajes de sailor fuku. Quando Sailor V foi proposto a ser adaptado para um anime, o conceito foi modificado e Sailor V virou apenas uma membro de uma equipe. A série de mangá resultante virou uma fusão do popular gênero mahō shōjo e da série Super Sentai, a qual Takeuchi era fã. A série inclui astronomia, astrologia, mitologia grega, mitologia romana, geologia, quatro elementos, adolescentes fashions e estudantes engraçadas.
Inicialmente, Takeuchi e seus editores tinham previsto apenas um arco da história, sendo assim, o enredo seria desenvolvido um ano antes da publicação. Porém, ao concluírem isso, eles pediram a Takeuchi para continuar a série. Ela, então, lançou mais quatro arcos da história, muitas vezes publicados simultaneamente com outras cinco séries de animes correspondentes. A série em anime poderia atrasar o mangá por um mês ou dois. Como resultado disso, "o anime segue o enredo do mangá bem de perto". Takeuchi afirmou que, devido a equipe de produção do anime ser composta em grande parte por homens, ela sente que o anime tem "uma leve perspectiva masculina".
A intenção de Takeuchi era que todos os personagens principais da série morressem no final, mas seu editor não a deixou fazer isso, dizendo: "Isto é um mangá shōjo!". Quando a adaptação em anime foi criada, todos os protagonistas de fato morreram, embora eles revivessem mais tarde, e, dessa forma, Takeuchi perdeu um pouco de rancor que ela tinha por não ter sido autorizada a fazer isso na sua versão.

## Mídia

### Mangá
Escrito e ilustrado por Naoko Takeuchi, Sailor Moon contém 52 capítulos (60 na edição revisada), conhecidos como Atos, e dez histórias paralelas. Foi lançada como uma série na revista mensal de mangá Nakayoshi da Kodansha entre fevereiro de 1992 e março de 1997;  as histórias paralelas apareceram simultaneamente em outra revista de mangá da mesma editora, na chamada RunRun. Kodansha publicou todos os capítulos e as histórias paralelas em forma de Tankōbon. A primeira edição de colecionador do mangá foi publicada entre 1992 e 1997 e consiste em 18 volumes com todos os capítulos e histórias paralelas em ordem de lançamento. Até o final de 1995, os treze volumes de Sailor Moon tinham vendido um milhão de cópias cada e o Japão exportou o mangá para mais de 23 países, incluindo China, México, Austrália, a maior parte da Europa e América do Norte.
A segunda edição de colecionador, chamada de shinsōban (também conhecida como "Deluxe"), começou em 2003, durante a exibição da série live-action. O mangá foi renomeado para Pretty Guardian Sailor Moon e contou com uma nova arte de capa. Os diálogos e ilustrações foram revisados, e os esboços dos novos personagens foram incluídos (entre eles, os personagens exclusivos da série live-action). A série contou com 12 volumes principais e dois volumes de contos separados, além de Codename: Sailor V também em dois volumes.
A terceira edição de colecionador, chamada de kanzenban (edição "Perfeita"), começou em novembro de 2013, para comemorar o 20º aniversário do mangá, sendo planejado lançar dois volumes por mês. A obra de arte interior foi remasterizada digitalmente, enquanto foram criadas novas obras de artes para a capa e todas as páginas coloridas impressas na serialização original foram incluídas nessa edição. Os livros foram ampliados do tamanho típico do mangá japonês para A5. Na terceira edição, os contos serão republicados em dois volumes, com a ordem das histórias reformuladas, e  Codename: Sailor V também estará incluído.

### Anime

#### Pretty Soldier Sailor Moon

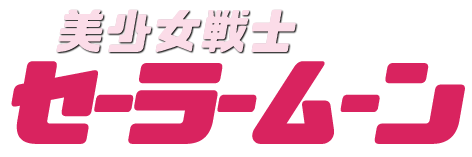
Logo oriental de Pretty Soldier Sailor Moon

Um anime baseado no mangá foi produzido pela Toei Animation, mesmo estúdio que produziu as séries em anime de Dragon Ball, Cavaleiros do Zodíaco e Digimon. A série, também intitulada Pretty Soldier Sailor Moon,  foi ao ar no Japão entre 7 de março de 1992 e 8 de fevereiro de 1997. A série possui 200 episódios e é uma das mais longas histórias de anime do gênero magical girl.[carece de fontes?] Sailor Moon desencadeou uma campanha de merchandising altamente bem sucedida de mais de 5.000 itens, distribuídos em todo mundo e traduzido para vários idiomas. Sailor Moon se tornou uma das mais famosas propriedades de anime do mundo. Devido ao ressurgimento de sua popularidade no Japão, a série foi retransmitida em 1 de setembro de 2009. A retransmissão da série também ocorreu no outono de 2010 na Itália, a qual foi autorizada por Naoko Takeuchi, que até mesmo fez uma nova arte para o retorno.
Sailor Moon é composto por cinco arcos separados. Os títulos da série são Sailor Moon, Sailor Moon R, Sailor Moon S, Sailor Moon SuperS e Sailor Moon Sailor Stars. Cada série correspondendo a aproximadamente um dos cinco grandes arcos da história do mangá, seguindo o mesmo enredo geral e incluindo grande parte dos mesmos personagens. Foram criados cinco curtas de animação, além de 3 filmes lançados nos cinemas: Sailor Moon R: The Movie, Sailor Moon S: The Movie e Sailor Moon SuperS: The Movie.
O anime foi dirigido por Junichi Satō, Kunihiko Ikuhara e Takuya Igarashi. O design dos personagens foi feito por Kazuko Tadano, Ikuko Itoh e Katsumi Tamegai, que também eram diretores de animação. Além deles, Masahiro Andō, Hisashi Kagawa e Hideyuki Motohashi também estavam inclusos na equipe de diretores de animação.

#### Pretty Guardian Sailor Moon Crystal

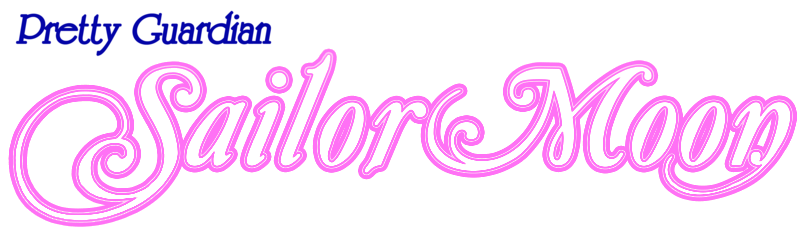
Logo ocidental do mangá Pretty Guardian Sailor Moon

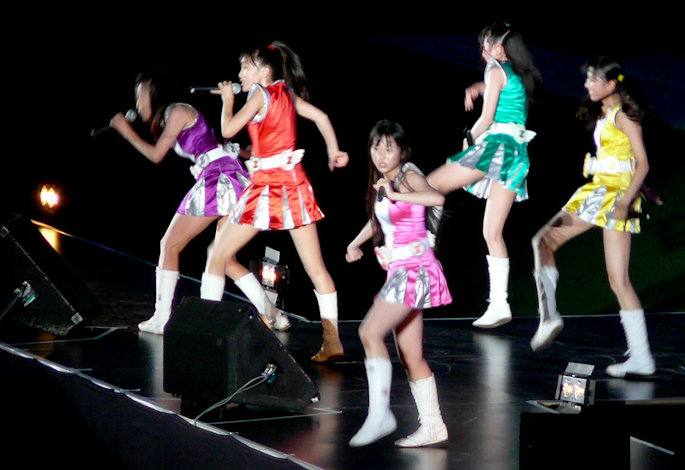
A música tema Moon Pride é cantada pelo grupo Momoiro Clover Z, cujo membros estão usando as cores das protagonistas de Sailor Moon.

Em 6 de julho de 2012, no evento de celebração do 20º aniversário de Sailor Moon, Naoko Takeuchi, Kodansha e o grupo Momoiro Clover Z anunciaram que uma nova adaptação em anime estava sendo produzida e estava programada para começar a ser transmitida no verão de 2013, em um lançamento mundial simultâneo, com a banda tocando a abertura e o encerramento da série ao vivo. No entanto, em abril de 2013, foi anunciado que o lançamento do novo anime tinha sido adiado.
Mais tarde, em 4 de agosto de 2013, foi anunciado que o novo anime seria transmitido no inverno. Em 9 de janeiro de 2014, foi anunciado que o novo anime iria estrear em julho. Em 13 de março de 2014, o site oficial da série foi atualizado com uma contagem regressiva (iniciada em 14 de março) a respeito de um anúncio especial que seria revelado em 21 de março de 2014. No mesmo dia, uma imagem mostrando a nova arte visual, a sinopse e o elenco do novo anime foi divulgado no site da Toei, revelando o nome para o anime, Pretty Guardian Sailor Moon Crystal (美少女戦士セーラームーンCrystal, Bishōjo Senshi Sērāmūn Kurisutaru). A série é animada pela Toei Animation e dirigida por Munehisa Sakai. No 20º Aniversário do Projeto Special Stage em 27 de abril de 2014, foi anunciado que o anime iria estrear em 5 de julho de 2014, com episódios inéditos no primeiro e terceiro sábado do mês.
Diferente da série original, que tomou uma série de liberdades criativas, Crystal segue a história do mangá tão fielmente quanto possível, com cada episódio correspondendo a um capítulo publicado. Enquanto Kotono Mitsuishi reprisa seu papel como Usagi Tsukino, um novo elenco de atrizes de voz foram escolhidas para as quatro Sailor Senshi. A dubladora da Ami Mizuno é Hisako Kanemoto, Rei Hino é dublada por Rina Sato, Makoto Kino por Ami Koshimizu e Minako Aino é dublada por Shizuka Ito. Em 30 de abril, foi revelado que o novo anime teria 26 episódios. O primeiro trailer foi divulgado no dia 5 de junho de 2014, revelando que Ryō Hirohashi dublaria a gata Luna e Kenji Nojima, Tuxedo Mask.
Em maio de 2014, Viz Media licenciou o anime na América do Norte como Sailor Moon Crystal. A série começou a ser transmitida no Hulu, Neon Alley e Crunchyroll em 5 de julho de 2014. Na convenção Anime Expo 2014 em Los Angeles, o diretor de marketing da Viz, Charlene Ingram, anunciou que o elenco usado na redublagem de Sailor Moon reprisariam seus papéis em Crystal. Em 28 de novembro de 2014, Madman Entertainment anunciou os direitos sob Sailor Moon Crystal na Austrália e Nova Zelândia.
Em 6 de abril de 2015, o anime estreou na Tokyo MX, aproveitando a reestreia do anime clássico pela NHK BS Premium.
Em 2 de maio de 2015, Portugal se torna o primeiro país do mundo a transmitir o anime com dublagem local. Em setembro do mesmo ano foi a vez da França. Alemanha e Suíça também já adquiriram os direitos de exibição.

### Art books
Foram lançados art books especiais pela Kodansha para cada um dos cinco arcos da história, sendo chamados de Original Picture Collection. Os books contém uma arte da capa, material promocional e um outro trabalho feito por Takeuchi. Diversos desenhos contém comentários da autora, entre eles sobre a forma de que ela desenvolveu suas ideias, como ela criou cada imagem, se ela gosta daquele desenho, além de inserir sua opinião sobre a adaptação em anime de sua história.
Outra picture collection, intitulada Volume Infinity, foi lançada em uma edição limitada após o fim da série em 1997. Este artbook inclui desenhos de Takeuchi, além dos de seus amigos, sua equipe e dos dubladores que trabalharam no anime. Em 1999, foi publicado o Materials Collection pela Kodansha; ele contém esboços e notas de desenvolvimento de quase todos os personagens do mangá, bem como de alguns personagens que nunca apareceram. Cada desenho é rodeado de notas escritas por Takeuchi sobre as peças de roupas e a mentalidade de seus personagem, além de seus sentimentos particulares sobre eles. Ele também inclui os prazos para serem feitos os arcos da história e para o lançamento dos produtos e materiais relacionados ao anime e mangá. No final, está a curta Parallel Sailor Moon, que é uma homenagem ao ano do coelho.

### Musicais
Os musicais, geralmente referidos como SeraMyu, são uma série de produções teatrais compostas por 800 performances, em cerca de 29 teatros, entre 1993 e 2005, retornando em 2013. A história apresentada no show é inspirada no anime, assim como uma grande do material original. A música da série foi lançada em cerca de 20 álbuns "memoriais". A populariedade dos musicais foi citada como uma das razões da produção da série live-action Pretty Guardian Sailor Moon.
O musical ocorria duas vezes por ano, no inverno e no verão. No verão, os musicais eram apresentados apenas no Teatro  Sunshine na área de Ikebukuro em Tóquio; no entanto, no inverno, eles saíam em turnê e se apresentavam em outras cidades do Japão, incluindo Osaka, Fukuoka, Nagoya, Shizuoka, Kanazawa, Sendai, Saga, Oita, Yamagata e Fukushima.
O suposto final da série, The New Legend of Kaguya Island (Revised Edition) (新・かぐや島伝説 <改訂版>, Shin Kaguyashima Densetsu (Kaiteban)), foi apresentada em janeiro de 2005. Depois desse show, a Bandai oficialmente colocou o espetáculo em hiatus durante 8 anos.
Em 1 de junho de 2013, foi anunciado o retorno dos musicais de Sailor Moon em setembro do mesmo ano. Em 3 de julho de 2013, foi revelado que o novo espetáculo se chamaria La Reconquista e que aconteceria entre os dias 13 e 23 de setembro no Teatro AiiA de Tóquio. O elenco também foi divulgado nesse dia. O musical foi escrito e dirigido por Hiramitsu Takuya, e contou com as músicas de Toshihiko Sahashi.
Um novo musical, intitulado Petite Étrangère, seria apresentado entre 21 a 31 de agosto de 2014 em Tóquio e de 5 a 7 de setembro em Osaka. Os ingressos começaram a ser vendidos em 3 de junho, revelando o novo elenco e que Hiramitsu Takuya novamente é responsável pelo roteiro e direção, e Toshihiko Sahashi pelas músicas. Um comercial do espetáculo começou a ser divulgado a partir de 5 de julho.

### Figuras trocáveis
No começo de 2014, a Megahouse lançou figuras trocáveis de Sailor Moon, consistindo em doze estatuetas, duas para cada Senshi e duas para Tuxedo Mask.

### Sérielive-action
Foi exibida uma versão tokusatsu de Sailor Moon pela Tokyo Broadcasting System e Chubu-Nippon Broadcasting entre 4 de outubro de 2003 e 25 de setembro de 2004. A série, intitulada Pretty Guardian Sailor Moon (abreviada para "PGSM"), usou um título inteiramente em inglês pela primeira vez na franquia Sailor Moon. Ela é composta por 49 episódios.
O enredo da série é mais próximo ao do mangá do que ao do anime no começo, mas, ao decorrer dos episódios, a história é bastante diferente dos dois, com personagens originais e novidades ao decorrer do trama.
Além dos episódios principais, foram lançados dois diretamente em vídeo depois do fim da série. O primeiro, intitulado "Special Act", mostra o que acontece quatro anos depois do fim da história principal; enquanto o segundo, "Act Zero", mostra as origens de Sailor V e Tuxedo Mask.

### Jogos
Mais de 20 jogos de Sailor Moon para console e arcade foram lançados no Japão, todos baseados no anime. A Bandai e uma companhia japonesa chamada Angel foram responsáveis pela maioria deles, sendo alguns produzidos pela Banpresto. Os primeiros lançamentos foram jogos em estilo beat 'em up, enquanto que os posteriores foram jogos de quebra-cabeça e jogos de luta. Another Story foi baseado no RPG eletrônico.[carece de fontes?]
O único jogo de Sailor Moon produzido fora do Japão, VR New Media's The 3D Adventures of Sailor Moon, foi lançado na América do Norte em 1997.[carece de fontes?]
Um jogo foi lançado na primavera de 2011 para Nintendo DS, chamado Sailor Moon: La Luna Splende.

## Adaptações ocidentais
As adaptações ocidentais fizeram com que a série Sailor Moon se tornasse o primeiro anime shōjo de maior sucesso na América. A adaptação para o inglês de Sailor Moon foi produzida como  uma tentativa de capitalizar o sucesso da série Power Rangers.
Em 1993, a Renaissance-Atlantic Entertainment, a Bandai e a Toon Makers, Inc. conceituaram sua própria versão de Sailor Moon, que era metade live-action e metade animação no estilo ocidental. A Toon Makers produziu um piloto de prova de conceito de 17 minutos e um videoclipe de dois minutos, ambos dirigidos por Rocky Solotoff, que também trabalhou no roteiro do piloto. A Renaissance-Atlantic apresentou o conceito para a Toei, mas foi rejeitado porque seu conceito teria custado significativamente mais do que simplesmente exportar e dublar a adaptação do anime. Solotoff acredita que o trabalho das empresas foi entregue a Raymond Iacovacci, um dos produtores do projeto, que armazenou o roteiro do piloto e as células de animação em um depósito. O logotipo criado para o piloto foi mantido para a dublagem em inglês, e a Bandai lançou um "Moon Cycle" como parte de sua mercadoria para o show, baseado em veículos projetados para o piloto,
O projeto foi redescoberto em 1998, quando o videoclipe foi exibido na convenção Anime Expo em Los Angeles, onde foi recebido com risos pelos espectadores. Um congoer gravou o videoclipe e a resposta do público, que mais tarde ressurgiria em sites de vídeo como o YouTube. O piloto e o videoclipe seriam discutidos em convenções como a Gen Con de 2011 e a Anime Expo de 2012. Recebeu os apelidos de "Toon Makers 'Sailor Moon" e "Saban Moon", apesar de não ter nenhuma conexão com a Saban Entertainment, exceto pela Renaissance-Atlantic Entertainment, que trabalhou com a empresa em Power Rangers. O vídeo de prova de conceito foi amplamente considerado mídia perdida e o diretor Solotoff relatou que era frequentemente contatado por pessoas em busca do piloto. Em 2012, várias células de animação do piloto, junto com o roteiro, surgiram na internet depois que um armário de armazenamento, que se acredita ser de propriedade de Iacovacci, foi vendido.
Em 1998, Frank Ward, junto com sua empresa Renaissance-Atlantic Entertainment, tentou reviver a ideia de fazer uma série live-action baseada em Sailor Moon, desta vez chamada Team Angel, sem o envolvimento de Toon Makers. Um rolo de 2 minutos foi produzido e enviado para a Bandai America, mas também foi rejeitado.
Em agosto de 2022, a prova de conceito foi apresentada pela primeira vez no YouTube em um documentário de Ray Mona. Ray Mona obteve o piloto e seu videoclipe, bem como seus materiais relacionados, da Biblioteca do Congresso.
A DIC Entertainment —que pertencia a The Walt Disney Company na época— adquiriu os direitos para as duas primeiras temporadas da franquia de Sailor Moon, em que foram cortados seis episódios (cinco da primeira temporada e um da segunda temporada), além dos dois últimos episódios da primeira temporada serem transformados em um especial.[carece de fontes?] Os cortes foram feitos para colocarem mais intervalos comerciais, para censurarem cenas inadequadas para o público infantil e, também, para inserir segmentos "educacionais" chamados de "Sailor Says" ao final de cada episódio.[carece de fontes?] A segunda temporada, chamada de Sailor Moon R no Japão, foi adaptada apenas como Sailor Moon, tendo o "R" removido do logo.
As adaptações americanas para Sailor Moon S e Sailor Moon Super S foram produzidas pela Optimum Productions e Cloverway, ficando bem próximas a versão original, uma vez que os episódios não foram pulados nem fundidos. No entanto, algumas mudanças foram feitas, como ao apresentar Sailor Urano e Sailor Netuno como primas.
A Toei nunca licenciou a quinta e última temporada, Sailor Stars, para uma versão americana. Porém, no Brasil, ela foi exibida pelo Cartoon Network em 2002. A série Sailor Moon foi oficialmente tirada do ar de todos os países de língua inglesa em 2004, devido a licenças não renovadas.
A editora Mixx (mais tarde, Tokyopop) traduziu o mangá de Sailor Moon para o inglês em 1997. Ele inicialmente foi lançado como uma série na MixxZine, só que, depois, foi retirado da revista e transformado em uma história em quadrinhos mensal para terminar o primeiro dos três arcos da história. Ao mesmo tempo, o quarto e quinto atos começaram a serem impressos em uma revista secundária chamada Smile. A série, mais tarde, foi impressa em três partes —Sailor Moon, Sailor Moon SuperS e Sailor Moon: StarS— sendo composta por 18 volumes, lançados entre 1 de dezembro de 1998 e 18 de setembro de 2001. A tradução da Tokyopop foi oficialmente cancelada em 2 de maio de 2005, pois a licença expirou, sendo mais tarde adquirida pela Kodansha Comics USA em associação com a Random House. A Kodansha Comics USA publicou a série principal em doze volumes simultâneos, entre setembro de 2011 e julho de 2013; a série Codename: Sailor V foi publicada em dois volumes, o primeiro lançado em 10 de dezembro de 2013  e o segundo, em 26 de novembro.
Em 2014, a Viz Media adquiriu o direito de todas as cinco temporadas do anime clássico, além dos filmes e especiais. Com uma nova dublagem, a série será transmitida online pelos sites Hulu e Neon Alley a partir de 19 de maio e também será lançada em Blu-ray.

## Nos países lusófonos

### No Brasil

#### Anime
Em 1996, devido ao grande sucesso de Os Cavaleiros do Zodíaco, a Rede Manchete adquiriu os direitos das primeiras temporadas de três séries animadas japonesas, Shurato, Samurai Warriors e Sailor Moon, a partir da distribuidora Alien International. Em 29 de Abril, a animação estreou na rede carioca de televisão com dublagem feita nos estúdios da Gota Mágica, que já havia trabalhado com a Rede Manchete. A dublagem, que foi feita em cima da versão da América Latina, dirigida por Gilberto Baroli, se tornou bastante aclamada pelos fãs. Sailor Moon começou a gerar muitas reprises e os fãs questionaram a Rede Manchete sobre a exibição de Sailor Moon R, que se mostrou interessada na próxima fase do anime, devido aos bons índices de audiência que a série havia gerado. No entanto, a linha de brinquedos importada pela Samtoy no Brasil acabou não vendendo como esperado. A Alien International tentou vender mais 80 episódios de Sailor Moon para a Rede Manchete, referentes as duas próximas fases do anime, algo que acabou não acontecendo. A Manchete exibiu a animação até o final de 1996, quando recebeu reclamações de fãs sobre cortes que havia feito para diminuir a exibição do anime.
Em 2000, a Cloverway Inc. trouxe Sailor Moon R para o Brasil, vendendo a segunda temporada do anime para o Cartoon Network, que escolheu a BKS para trabalhar com a dublagem dos novos episódios de Sailor Moon. Todo o elenco original escalado pela Gota Mágica foi substituído, devido ao fato de que o distribuidor pediu um novo trabalho para a segunda temporada, ignorando a dublagem antiga. Isso gerou uma grande revolta dos fãs, que rejeitaram a "nova dublagem" do anime. No entanto, Sailor Moon ainda conseguiu 7 pontos de audiência durante seus primeiros meses. No ano de 2001, as fases Sailor Moon S e Sailor Moon SuperS também foram exibidas normalmente, no horário das 16h00 pelo canal pago. Em 7 de março de 2002, o Cartoon Network estreou Sailor Moon Sailor Stars, a última temporada do anime. A extinta empresa de licenciamento Dá Licença começou a fazer negociações envolvendo Sailor Moon na TV aberta, na tentativa de lançar produtos para o anime. O contrato foi fechado com a Rede Record, que adquiriu Sailor Moon R. No dia 3 de setembro de 2001, o anime estreia no programa Eliana & Alegria e Eliana gravou uma música para cantar durante os blocos. Embora houvesse uma boa audiência e diversos contratos publicitários fechados, a emissora paulista decidiu retirar a segunda temporada de Sailor Moon pouco menos de um mês de exibição, sem motivos justificados. O anime continuou sendo exibido no programa Desenho Mania aos sábados e domingos, até que o contrato com a Dá Licença acabou.
Em 6 de agosto de 2010, a Ulbra TV estreou o anime em sua programação. No entanto, empresas ligadas ao licenciamento oficial de Sailor Moon no Brasil, informaram que se tratava de uma exibição ilegal.
Em 2011, o anime voltou a ser licenciado no Brasil e os fãs criaram uma campanha para a redublagem completa do anime, pois as fitas das dublagens originais haviam sido danificadas com o tempo. Em uma enquete, os fãs escolheram suas vozes favoritas para os personagens, a partir das duas dublagens de Sailor Moon, e o resultado foi entregue a Toei Animation. No entanto, Naoko Takeuchi proibiu a redublagem do anime, por questões culturais.
Em 2014, a Rede Brasil anunciou o anime como parte de sua grade de programação. Em 17 de julho, Sailor Moon estreia na emissora campo-grandense. No entanto, o anime não havia sido adquirido legalmente por nenhuma emissora de televisão, até o momento. Procurado pelo site NaTelinha, a Angelloti Licensing, que possui os direitos de licenciamento de Sailor Moon no Brasil, informou que a emissora não tem qualquer direito sobre a animação.

#### Mangá
A Editora JBC lançou no dia 31 de março de 2014 (em lojas especializadas) e no dia 3 de abril de 2014 (nas bancas) a primeira edição do mangá de Sailor Moon, depois de 20 anos da publicação do mangá no Japão. O evento de lançamento do mangá ocorreu em 29 de março, em São Paulo, na livraria Saraiva do Shopping Center Norte, em um grande evento que reuniu diversos fãs.

### Em Portugal

#### Anime
Portugal foi um dos primeiros países a transmitir o anime Sailor Moon, que foi traduzido para Sailor Moon - Navegante da Lua no país. A exibição começou em 1995, no canal SIC, durante o programa infantil Buéréré. Devido ao enorme sucesso, a série começou a ser transmitida na TVI em 2000, no programa infantil Batatoon. Dois anos seguintes, passa a ser transmitida no Canal Panda, porém apenas as temporadas S, SuperS e Stars. Apenas em 2011 o canal passou a transmitir todas as temporadas. Existem algumas diferenças com esta versão da dobragem e uma delas, considerado um dos maiores erros na produção, é a troca de géneros da Luna e do Artemis, ou seja, Luna tinha voz masculina e Artemis com voz feminina (interpretado por Cristina Cavalinhos e o gato ficou adotado como Artemisa). Esta troca foi atribuída à decisão do diretor de dobragem, António Semedo, que achou piada à personagem Luna e decidiu trocar-lhes o género para poder dar-lhe voz.

#### Sailor Moon Crystal
Portugal foi o primeiro país a fazer uma dobragem na língua nacional de Sailor Moon Crystal e o primeiro (a seguir ao Japão, país de origem do anime) a transmitir a série em televisão.
Assim, o anime começou a ser transmitido a 2 de Maio de 2015, com término a 13 de Junho de 2015, no Biggs, tendo sido transmitidos os 13 primeiros episódios, correspondentes ao primeiro arco da história (Arco do Reino das Trevas), totalmente sem censuras.
Os 13 episódios seguintes, que correspondem ao segundo arco da história (Arco da Lua Negra), estrearam a 15 de Novembro de 2015, com término a 27 de Dezembro do mesmo ano, e foram igualmente transmitidos no Biggs. Tal como no caso do primeiro arco, os 13 episódios da segunda temporada forma transmitidos sem qualquer tipo de censura.
A 19 de Novembro de 2016, a nova temporada, constituída por 13 novos episódios, começou a ser transmitida no Biggs. Porém, esta transmissão acabou por se ver envolvida em alguma polémica, pois face às censuras efectuadas pelo Biggs a cenas que envolvem um beijo entre a Sailor Uranus e a Sailor Moon, assim como a menção da dupla identidade de género da Sailor Uranus), levou a que o Biggs retirasse repentinamente e sem qualquer anúncio, o anime da sua grelha da programação, conjuntamente com a série Crayon Shin Chan, que se viu também, nessa altura, envolvida em polémica.
Após uma avaliação por parte da ERC - Entidade Reguladora para a Comunicação Social, a qual não encontrou razões para tais cortes serem feitos, em Maio de 2017 foi anunciado o regresso da terceira temporada de Sailor Moon Crystal à grelha de programação do Biggs em Junho, sem qualquer tipo de censura, ainda que posicionado num horário mais tardio, ao final da noite. Todos os episódios foram a partir daí transmitidos sem qualquer tipo de censura.

## Trilha sonora
Inúmeras pessoas escreveram e compuseram para Sailor Moon, até mesmo Naoko Takeuchi,  a criadora da série. Takanori Arisawa, que ganhou o "Golden Disk Grand Prize" da Columbia Records por seu trabalho na trilha sonora da primeira temporada em 1993, compôs e arranjou as partituras de fundo da série, incluindo os spinoffs, jogos e filmes. Em 1998, 2000 e 2001, ele ganhou o JASRAC International Award, por ter a maioria dos direitos autorais internacionais, devido, principalmente, a grande popularidade da música de Sailor Moon em outras nações.
O tema de abertura da série é "Moonlight Densetsu" (ムーンライト伝説, Mūnraito Densetsu, lit. "Lenda da Luz da Lua"), composto por Tetsuya Komoro e escrito por Kanako Oda. Foi uma das músicas mais populares da série. "Moonlight Densetsu" é cantada por DALI e é usada como abertura das duas primeiras temporadas do anime. Mais tarde, foi cantada por Moon Lips para a terceira e quarta temporada. A última temporada, Sailor Stars, passou a utilizar "Sailor Star Song" como o tema de abertura, o qual foi escrito por  Shōki Araki e composto por Naoko Takeuchi. Ele é cantado por Kae Hanazawa. "Moonlight Densetsu" fez sua apariação final como música de encerramento no último episódio da série. No Brasil, na fase Gota Mágica, apenas a primeira abertura foi dublada e utilizada como abertura e encerramento. Essa versão teve todo o seu arranjo instrumental refeito no brasil, tendo uma pouca diferença do original, produzida por Mário Lúcio de Freitas e cantada por Sarah Regina. Na fase BKS, temos a primeira abertura e primeiro encerramento dublado, sendo estes usados em todas as temporadas seguintes. Essas versões teve o arranjo instrumental original, a interprete desta vez foi Soraya Orenga e a letra e direção de vocal ficou a cargo de Nil Bernardes.
A dublagem em inglês utilizou a melodia de "Moonlight Densetsu", porém com a letra bastante diferente. Na época, era incomum músicas de anime serem traduzidas e esse foi um dos primeiros temas reescritos em inglês, desde Star Blazers. O tema em inglês foi descrito como "vazio, mas cativante".  O tema em japonês é uma canção de amor baseada na relação entre Usagi e Mamoru; o primeiro verso, traduzido para o português, é:
Me desculpe por não ser sincera
Nos meus sonhos, eu posso dizer
Meus pensamentos estão para entrar em curto-circuito
Quero vê-lo agora mesmo
A adaptação em inglês transmite que a música é um hino de super-herói. A tradução do seu primeiro verso é:
Combate o mal na luz da lua
Ganha o amor à luz do dia
Nunca foge de uma luta
Ela é Sailor Moon
Moonlight Densetsu foi lançado como um CD single em março de 1992 e foi um "hit explosivo". "Moonlight Densetsu" ganhou o primeiro lugar na categoria Música no 15º e 16º Anime Grand Prix da Animage. No 17º Grand Prix, a música ficou na sétima colocação, enquanto  "Moon Revenge", de Sailor Moon R: The Movie, ficou na oitava.  "Rashiku Ikimasho", o segundo encerramento de SuperS, ficou como 18º colocado em 1996. Em 1997, "Sailor Star Song", a nova abertura de Sailor Stars, ficou na posição 11ª e "Moonlight Densetsu", na 16ª.

## Recepção
O mangá ganhou o Prêmio de Mangá Kōdansha em 1993 na categoria shōjo.
Originalmente, foi planejado que o anime Sailor Moon ficasse no ar durante seis meses. Porém, devido a sua popularidade, continuou a ser exibido e só teve seu fim após cinco anos. No Japão, ele ia ao ar todo sábado à noite, em horário nobre, conseguindo uma audiência em torno de 11-12%. Os comentaristas detectaram que a adaptação em anime de Sailor Moon possuía "um tom mais shōnen", atingindo um público mais amplo do que no mangá, que é mais voltado para garotas adolescentes. A franquia da série se tornou uma das mais sucedidas que o Japão já teve, chegando a US$ 1,5 bilhão nos três primeiros anos. Dez anos após o fim da série, Sailor Moon continuou entre os trinta melhores animes no TOP 100 da TV Asahi, em 2005 e 2006.  O anime ganhou o Anime Grand Prix da Animage em 1993. As vendas das bonecas de Sailor Moon ultrapassaram as da Licca-chan na década de 1990; Mattel atribuiu isso à mistura "ação-fashion" do enredo de Sailor Moon. Os acessórios da boneca incluíam itens de moda e as armas da Senshi.
Sailor Moon também se tornou popular internacionalmente. A Espanha e França foram os primeiros países fora do Japão a exibirem o anime, começando a transmissão em dezembro de 1993. Mais tarde, outros países exibiram a série, incluindo a Austrália, Coréia do Sul, Estados Unidos (onde o anime é creditado como um dos responsáveis pela abertura do mercado norte-americano às mídias japonesas), Filipinas, Polónia, Itália, Peru, Brasil, Suécia e Hong Kong. Em 2001, o mangá de Sailor Moon foi o mais vendido da Tokyopop.
Os críticos elogiam o anime pelo seu retrato de amizades fortes, além do grande número de personagens "muito diferentes" que têm dimensões e aspectos únicos ao decorrer da história e a capacidade de alcançar um público amplo. O escritor Nicolas Penedo atribui o sucesso de Sailor Moon pela fusão do gênero shōjo de magical girl com as lutas em equipe de Super Sentai. De acordo com Martha Cornog e Timothy Perper, a série se tornou popular por causa da sua "ação intesamente mostrada através de cenas de lutas, resgastes" e pela sua "ênfase nos sentimentos e relacionamentos", incluindo o "romance sexy" entre Usagi e Mamoru. O romance entre os dois é visto como se os amantes "se tornassem mais do que a soma de suas partes", prometendo ficar juntos para sempre. Por outro lado, muitos consideram Sailor Moon bastante exagerado e melodramático. A crítica aponta o uso de roteiro previsível, os monstros do dia, além de segmentos de vídeos que são utilizados em outras produções.
Drazen nota que Sailor Moon tem dois tipos de vilões: o mostro do dia e o que "reflete os sentimentos humanos". Embora isso seja comum nos animes e mangás, é "praticamente desconhecido no ocidente". Apesar da série aparentar ter uma grande fã base ocidental, a versão dublada da série teve uma baixa audiência nos Estados Unidos, quando foi inicialmente transmitida em syndication, além das vendas de DVD terem sido  baixas no Reino Unido. Anne Allison atribui a falta de popularidade nos Estados Unidos devido, principalmente, ao pobre marketing (a série foi inicialmente transmitida em horários que não correspondiam ao público-alvo - sendo exibida nos dias de semana, às 9 da manhã e 2 da tarde). Os executivos apontam que isso ocorreu por falta de mercado. Helen McCarthy e Jonathan Clements foram mais longe, chamando a dublagem de "indiferente" e sugeriram que Sailor Moon foi colocado no ar quando os interesses locais eram outros.
No livro Manga: The Complete Guide de 2007, Jason Thompson deu ao mangá 3/4 estrelas. Ele gostou da mistura dos estilos shōnen e shōjo, afirmando que as cenas de combate pareciam fortemente influenciadas por Saint Seiya. Porém, embora tenha achado a série engraçada e interessante, comentou que a trama repetida prejudica a série, sendo que nem o aumento da qualidade da arte poderia compensar isso; mesmo assim, ele ainda firma que o mangá é um "entretenimento doce eficaz".
Ao comparar o mangá ao anime, Sylvian Durand observa que a obra de arte do mangá é linda, mas que a narrativa é mais comprida e instável, enquanto o anime apresenta melhor o desenvolvimento dos personagens. Durand sentiu que a tragédia é maior no mangá, já que conta a história do Milênio de Prata com mais detalhes. Além disso, diz que o anime deixa por fora muitas informações, para ser mais fácil de ser compreendido. Porém, ela julga o anime mais "coerente", com um equilíbrio de comédia e tragédia melhor, enquanto o mangá é "mais trágico" e focado no romance de Usagi e Mamoru.
Entre 11 de setembro e 17 de setembro de 2007, o primeiro volume do mangá de Sailor Moon foi a obra mais vendida de acordo com o The New York Times, enquanto o primeiro volume de Codename: Sailor V foi o segundo. A primeira tiragem do primeiro volume foi vendida após quatro semanas.

## Legado
O anime e o mangá são citados como responsáveis por revigorar o gênero magical girl ao adicionar heroínas dinâmicas e cenas de ação. Depois de seu sucesso, muitas séries do mesmo tema surgiram, como Magic Knight Rayearth ,Corrector Yui,Wedding Peach, Nurse Angel Ririka SOS e  Pretty Cure. Sailor Moon foi chamada como "o maior avanço" de um anime até 1995, quando estreou na YTV e foi "o auge do anime shōjo". Matt Thorn notou que logo após Sailor Moon, o mangá shōjo se tornou destaque nas livrarias. Ele credita esse fato como o o início de um movimento de garotas para ampliar o gênero de mangá shōjo. Gilles Poitras define que uma "geração" de fãs de anime foi introduzida inicialmente pelo anime de Sailor Moon na década de 1990, notando que todos eram muito jovens e também na maior parte meninas.
Fred Patten deu créditos a Takeuchi  por popularizar o conceito de uma equipe Super Sentai dentro do gênero magical girl e Paul Gravett credita a série por "revitalizar" o gênero magical girl em si. A série é creditada por trazer mudanças ao gênero de magical girl, fazendo com que a heroína tenha que usar seus poderes para lutar contra o mal e não simplesmente para se divertir, como as séries anteriores tinham feito.
No Ocidente, as pessoas por vezes associam Sailor Moon aos movimentos feministas ou ao movimento "Girl Power", principalmente em relação ao jeito "carismático e independente" das personagens, que foram "interpretadas na França como uma forma inequívoca da posição feminista". Sailor Moon é considerada responsável por diversos atos feministas, devido a personalidade forte das Sailor Senshi e por elas terem uma função que é tradicionalmente masculina. Embora as Sailor Senshi sejam fortes e lutadoras independentes que combatem o mal (o que geralmente é um estereótipo masculino), elas também são femininas, pois, através da transformação para Sailor Senshi, ou seja, de adolescentes para magical girls, com ênfase em suas joias, maquiagem e roupas. As mais notáveis características das Sailor Senshi (e na maioria das personagens femininas dos mangás) são as garotas com corpos magros, pernas extremamente longas e, em particular, os olhos redondos. Os olhos são comumente conhecidos como a fonte primordial da emoção dos personagens — personagens sensíveis têm os olhos maiores do que os insensíveis. Personagens masculinos geralmente têm olhos menores e não contêm um brilho como nos olhos das personagens femininas. O papel estereotipado da mulher na cultura japonesa é de ser romântica e muito amorosa; por tanto, a prevalência de qualidades femininas, como os grande olhos das personagens nos mangás, é claramente  apresentada em Sailor Moon. Assim, Sailor Moon enfatiza um tipo de modelo feminista, combinando ações tradicionalmente masculinas com o afeto e sexualidade feminina, através das Sailor Senshi. Por causa disso, seus personagens são descritos como "estereótipos maliciosos" e são apontados como menos feministas.
Sailor Moon também é comparado a Power Rangers, Buffy the Vampire Slayer e Sabrina, the Teenage Witch.Sailor Moon também influenciou no desenvolvimento de Miraculous: Les aventures de Ladybug et Chat Noir  , WITCH , Winx Club , LoliRock , Star vs. the Forces of Evil,Steven Universe e Totally Spies! .
James Welker acredita que o cenário futurista de Sailor Moon ajuda a tornar o lesbianismo "natural" e pacífico. Yukari Fujimoto observa que, embora existam algumas "cenas lésbicas" em Sailor Moon, o anime tornou-se um assunto popular para paródias de yuri. Ela atribui isso ao trabalho "alegre" do anime, embora ela observe que "a posição dos heterossexuais é fervorosamente garantida".
Em países de língua inglesa, Sailor Moon desenvolveu um culto entre os fãs de anime e vários estudantes universitários do sexo masculino e Drazen considera que a Internet foi um novo meio que os fãs utilizaram para se comunicarem e que isso desempenhou um papel importante na popularidade da série. Os fãs podiam usar a Internet para conversarem sobre Sailor Moon, para organizarem campanhas para fazer com que o anime fosse transmitido novamente nos EUA e para compartilharem informações sobre episódios que não tinham ido ao ar ainda ou para escrever fanfic. Em 2004, um estudo sugeriu que havia 3.335.000 sites sobre Sailor Moon, em comparação com 491.000 para Mickey Mouse. A revista NEO sugeriu que parte do fascínio por Sailor Moon era que os fãs se comunicam, via Internet, sobre as diferenças entre a dublagem do país e a versão original. O grupo de fãs de Sailor Moon foram descritos em 1997 como sendo "pequenos e dispersos". Em um estudo realizado nos Estados Unidos, as crianças prestavam bastante atenção nas cenas de luta em Sailor Moon. Porém, quando questionadas se o anime era violento, apenas duas diriam que sim, enquanto as outras dez diriam que os episódios eram "suaves" e "fofos".

### Ressurgimento internacional
Em 2010, a Toei ofereceu os 200 episódios renovados de Sailor Moon na MIPTV. No mesmo ano, Toei começou a licenciar os episódios de Sailor Moon para os países que não os tinham transmitido ainda, como Israel, que colocou a série no ar em janeiro de 2011. Na Polónia, em dezembro de 2011, Sailor Moon começou a ser exibido pela terceira vez.
Em 2009, a Funimation Entertainment anunciou que estava pensando na possibilidade de redublar a série Sailor Moon e fez uma pesquisa para saber qual deveria seu próximo projeto. A redublagem de Sailor Moon foi incluída nele. Os resultados da pesquisa não foram divulgados ao público.
Em 2011, a Kodansha USA anunciou que iria publicar o mangá de Sailor Moon em inglês, junto com a série Codename: Sailor V, ambos sendo lançados em 13 de setembro de 2011. O mangá continuou a ser publicado a cada dois meses tendo os volumes seguintes lançados em 15 de novembro de 2011.
Em 2012, Takeuchi, Kodansha e Momoiro Clover Z anunciaram que um novo anime de Sailor Moon estava sendo produzido e que estava programada para estrear no verão de 2013, em um lançamento mundial simultâneo em comemoração do seu 20º aniversário. No entanto, a estreia foi adiada e a nova série estreou em 5 de julho de 2014.

## Exibição Internacional

### América
| País | Transmissão                                                           | Título      |
| --- | --------------------------------------------------------------------- | ----------- |
| Estados Unidos | Cartoon Network, VHS, DVD, Blu-Ray e Hulu                             | Sailor Moon |
| Canadá | YTV, Tubi, DVD e Blu-Ray (Inglês) TVA (Francês)                       | Sailor Moon |
| Brasil | Cartoon Network, Record e Rede Manchete                               | Sailor Moon |
| Argentina · Belize · Bolívia · Chile · Colômbia · Costa Rica · Cuba · Equador · El Salvador · Guatemala · Honduras · México · Nicarágua · Paraguai · Panamá · Peru · Uruguai · Venezuela | BitMe, Cartoon Network e DVD                                          | Sailor Moon |
| Argentina | América 2, ATC, Azul TV, Cablín, Magic Kids, Telefe e The Big Channel | Sailor Moon |
| Bolívia | Red ATB                                                               | Sailor Moon |
| Chile | Chilevisión e ETC                                                     | Sailor Moon |
| Colômbia | Canal A, Canal 1, Caracol TV e Inravisión                             | Sailor Moon |
| Costa Rica | Teletica                                                              | Sailor Moon |
| Cuba | Cubavisión e Telerebelde                                              | Sailor Moon |
| Equador | Ecuavisa                                                              | Sailor Moon |
| El Salvador | Canal 2 e Canal 6                                                     | Sailor Moon |
| Honduras | Canal 5                                                               | Sailor Moon |
| México | Azteca 7                                                              | Sailor Moon |
| Nicarágua | Canal 4, Canal 10 e Canal 12                                          | Sailor Moon |
| Paraguai | Telefuturo                                                            | Sailor Moon |
| Peru | América Televisión e Perú TV                                          | Sailor Moon |
| Venezuela | Ávila Televisión e Televen                                            | Sailor Moon |

### Ásia
| País          | Transmissão                                                | Título                   |
| ------------- | ---------------------------------------------------------- | ------------------------ |
| Japão         | TV Asahi e Netflix                                         | 美少女戦士セーラームーン |
| Azerbaijão    | ARB Günaş, AzTV, Region TV e Gunesh TV (Narrado)           | Seylor Mun Ay Savaşçısı  |
| China         | Canal 33 da Oriental TV                                    | 美少女戦士               |
| Coreia do Sul | AniOne, Champ, KBS2, Laftel e VHS                          | 세일러문                 |
| Filipinas     | ABS-CBN e TV5                                              | Sailor Moon              |
| Hong Kong     | TVB, VCD e VHS                                             | 美少女戰士               |
| Índia         | Colors Guzarati                                            | નાવિક મૂન (Guzerate)        |
| Indonésia     | Indosar                                                    | Sailor Moon              |
| Israel        | Arutz HaYeladim                                            | סיילור מון               |
| Malásia       | NTV7                                                       | Sailor Moon              |
| Tailândia     | MCOT, Modern9, DVD                                         | เซเลอร์มูน                 |
| Taiwan        | CTS, STV, MOMO Kids                                        | 美少女戰士               |
| Turquia       | Arti Bir TV, Ege TV e TRT1 (Dublado) Animez TV (Legendado) | Ay Savaşçısı             |
| Vietname      | HTV3 (Dublado) VTV3 e VHS (Narrado)                        | Thủy Thủ Mặt Trăng       |

### África
| País                                                                  | Transmissão | Título           |
| --------------------------------------------------------------------- | ----------- | ---------------- |
| Angola · Cabo Verde · Guiné-Bissau · Moçambique · São Tomé e Príncipe | Canal Panda | Navegante da Lua |

### Europa
| País          | Transmissão                                                                   | Título                                                                             |
| ------------- | ----------------------------------------------------------------------------- | ---------------------------------------------------------------------------------- |
| Albânia       | Bang Bang                                                                     | Luftëtarja e Hënës Seilor Mun                                                      |
| Alemanha      | Animax, Junior, RTL II, RTL II You, Sat.1, Tele 5, VIVA e ZDF                 | Sailor Moon - Das Mädchen mit den Zauberkräften                                    |
| Alemanha      | Fox Kids e Sixx                                                               | Sailor Moon - Das Mädchen mit den Zauberkräften                                    |
| Áustria       |                                                                               | Sailor Moon - Das Mädchen mit den Zauberkräften                                    |
| ORF           |                                                                               | Sailor Moon - Das Mädchen mit den Zauberkräften                                    |
| Bulgária      | NOVA (Narrado)                                                                | Сейлър Муун                                                                        |
| Croácia       | Nova TV (Temporada 1 legendada, 2-5 dublada)                                  | Mjesečeva Ratnica - Djevojčica sa čarobnim moćima                                  |
| Dinamarca     | DR1                                                                           | Sailor Moon                                                                        |
| Espanha       | Antena 3, Canal Sur 2 Andalucía e Fox Kids K3 e Super3 (Catalão) TVG (Galego) | Sailor Moon                                                                        |
| Estónia       | Kanal 2 (Narrado)                                                             | Sailor Moon                                                                        |
| Finlândia     | SubTV (Versão Sueca Legendada)                                                | Sailor Moon                                                                        |
| França        | AB Cartoons, Fox Kids, TF1, TMC, Mangas, RTL9, VHS e DVD                      | Sailor Moon                                                                        |
| Grécia        | ANT1 e Star Channel                                                           | Σέιλορ Μουν                                                                        |
| Hungria       | RTL Klub                                                                      | Varázslatos Álmok                                                                  |
| Itália        | Canale 5, Hiro, Italia 1, Mediaset, Rete 4                                    | Sailor Moon                                                                        |
| Irlanda       | RTÉ2, VHS e DVD                                                               | Sailor Moon                                                                        |
| Países Baixos | Yorin, Boemerang                                                              | Sailor Moon - Het meisje met de macht van de Maannevel                             |
| Polónia       | Polsat, TV4 e DVD (Narrado)                                                   | Czarodziejka z Księżyca (Polsat e DVD) Sailor Moon - Czarodziejka z Księżyca (TV4) |
| Portugal      | SIC, TVI e Canal Panda                                                        | Navegante da Lua                                                                   |
| Reino Unido   | ITV, Fox Kids, VHS e DVD                                                      | Sailor Moon                                                                        |
| Roménia       | TVR 1, TVR2 (Narrado)                                                         | Frumoasa Luptătoare Sailor Moon                                                    |
| Rússia        | 2x2, TNT e Channel 31 (Narrado) STS Love (Dublado)                            | Сейлор Mун (2x2, Channel 31 e CTC Love) Sailormoon: Сейлормун (TNT)                |
| Sérvia        | TV BK (Narrado)                                                               | Месечева ратница                                                                   |
| Suécia        | TV4, Kanal 5 e VHS                                                            | Sailor Moon                                                                        |
| Suíça         | SRF Zwei e Sixx (Alemão)                                                      | Sailor Moon - Das Mädchen mit den Zauberkräften                                    |
| Ucrânia       | Novy Kanal (Narrado em russo da versão alemã) K1 (Narrado da versão original) | Сейлор Мун                                                                         |

### Oceania
| País                      | Transmissão   | Título      |
| ------------------------- | ------------- | ----------- |
| Austrália e Nova Zelândia | DVD e Blu-Ray | Sailor Moon |